# زیردریایی کلاس ایندیا
زیردریایی کلاس ایندیا (به انگلیسی: India-class submarine) یک کلاس از زیردریایی است که طول آن ۱۰۶ متر (۳۴۷ فوت ۹ اینچ) می‌باشد.